# Rabdophaga giraudiana
Rabdophaga giraudiana är en tvåvingeart som först beskrevs av Jean-Jacques Kieffer 1898.  Rabdophaga giraudiana ingår i släktet Rabdophaga och familjen gallmyggor. Inga underarter finns listade i Catalogue of Life.